# Ethniki Odos 34a
Die Ethniki Odos 34a (griechisch Εθνική Οδός 34α ‚Nationalstraße 34a‘) ist eine rund 40 Kilometer lange Straßenverbindung in Griechenland. Sie führt von Volos zur Küste der Ägäis und nimmt einen deutlich direkteren Verlauf als die weit ausbiegende EO 34.

## Verlauf
Die Straße beginnt in Volos (Βόλος) an der Straße Ethniki Odos 34 und steigt über Katochori in die Höhen des Gebirgszugs Pilio zur Schutzhütte Katafygio Pana und von dort mit zahlreichen Serpentinen hinab nach Karavoma oberhalb von Makryrrachi, wo sie auf die nach Chorefto an der Küste führende EO 34 trifft.